# Мошне (заказник)
Мо́шне — ландшафтний заказник загальнодержавного значення в Україні. Розташований у межах Ковельського району Волинської області, на північ від села Сильне. 
Площа 73,3 га. Оголошений згідно з указом президента України від 10.12.1994 року № 750/94. Перебуває у віданні філії «Любомльське лісове господарство», Крушинецьке л-во, кв. 30, вид. 5, 6, 8, 11, 12, 14.
Створений з метою охорони цінного природного комплексу, в який входить озеро Мошне, площею 20 га, оточене сосновими лісами віком 140 років, а також березово-осиковими насадженнями. Серед мохів та осок зростає журавлина звичайна. 
В озері водяться цінні види риб, зокрема, сазан, лящ звичайний, карась сріблястий, щука звичайна, окунь звичайний, вугор європейський. Із земноводних та плазунів тут живе жаба озерна, трав'яна, гостроморда, кумка червоночерева, ропухи зелена і очеретяна, тритон звичайний, черепаха болотяна, ящірка прудка і живородна, вуж звичайний і гадюка звичайна.
Орнітофауна заказника представлена такими видами: вухата сова, дятел великий строкатий, повзик, синиці велика і блакитна, зяблик, сіра ворона, сойка, сорока звичайна, дрозди співочий та чорний, вівчарик весняний, славки сіра і чорноголова, деякі горобцеподібні.
Трапляються рідкісні види рослин (альдрованда пухирчаста, молодильник озерний), береза низька, журавлина дрібноплода, меч-трава болотяна і тварин (лелека чорний, гоголь), занесені до Червоної книги України. 

## Галерея

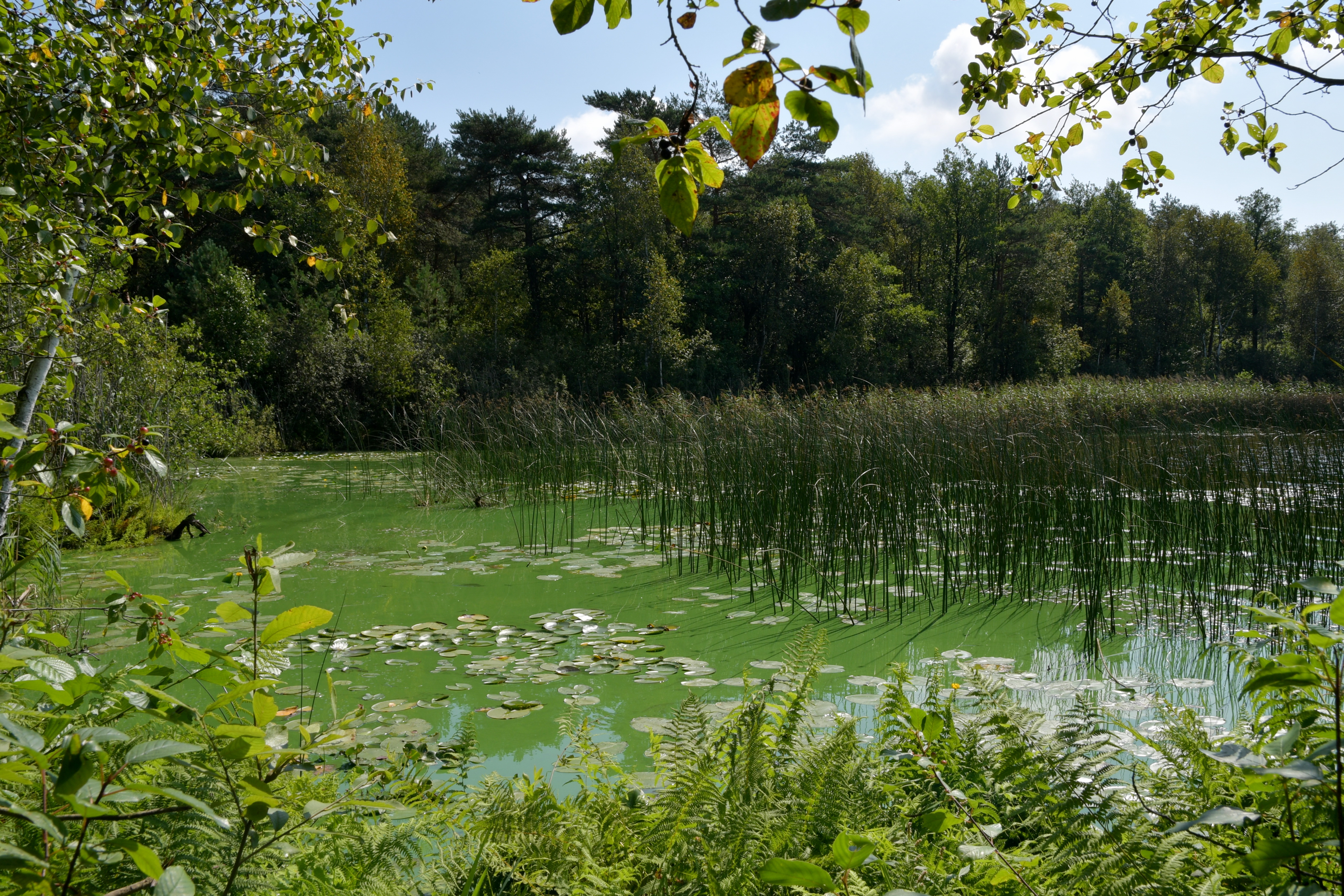
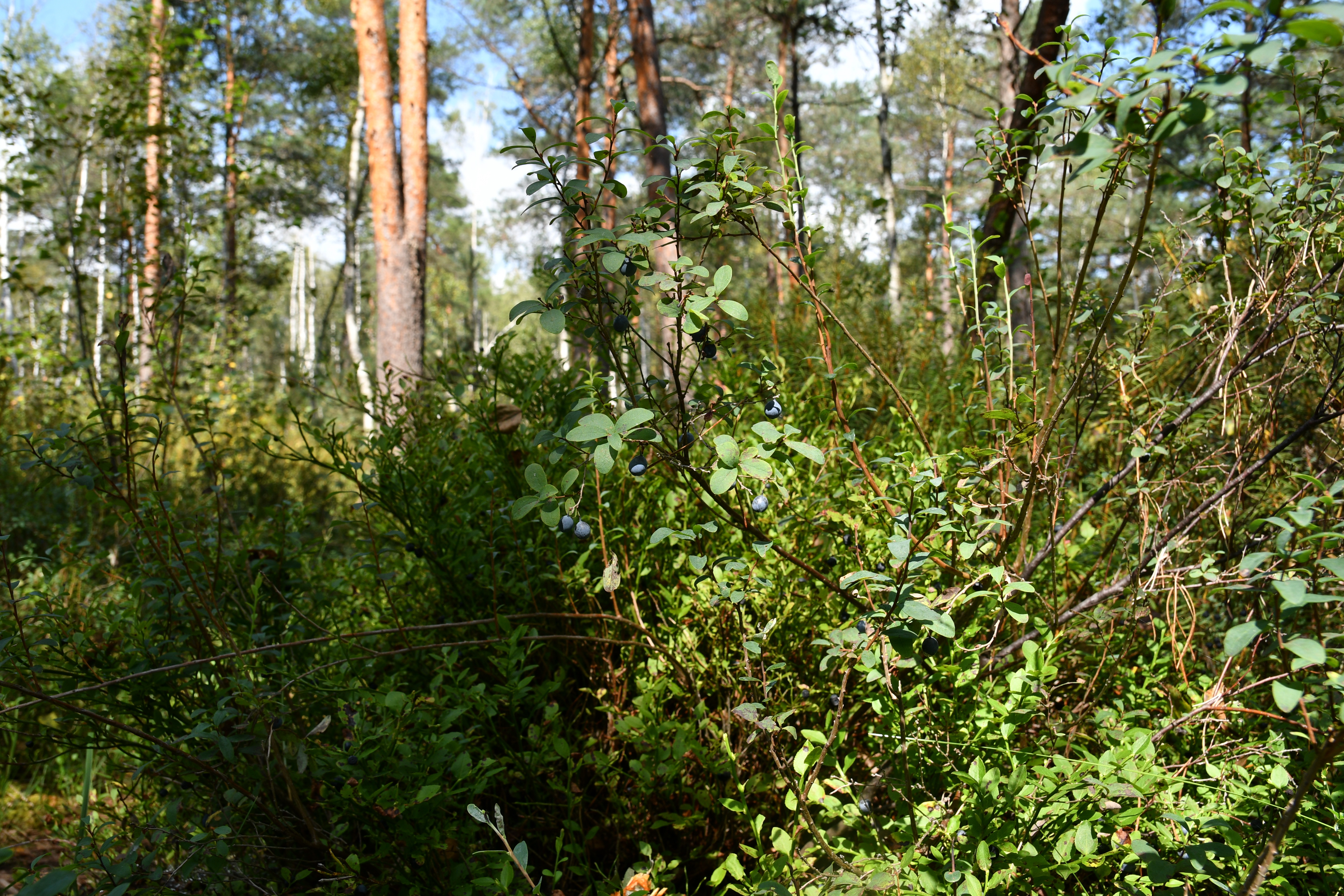
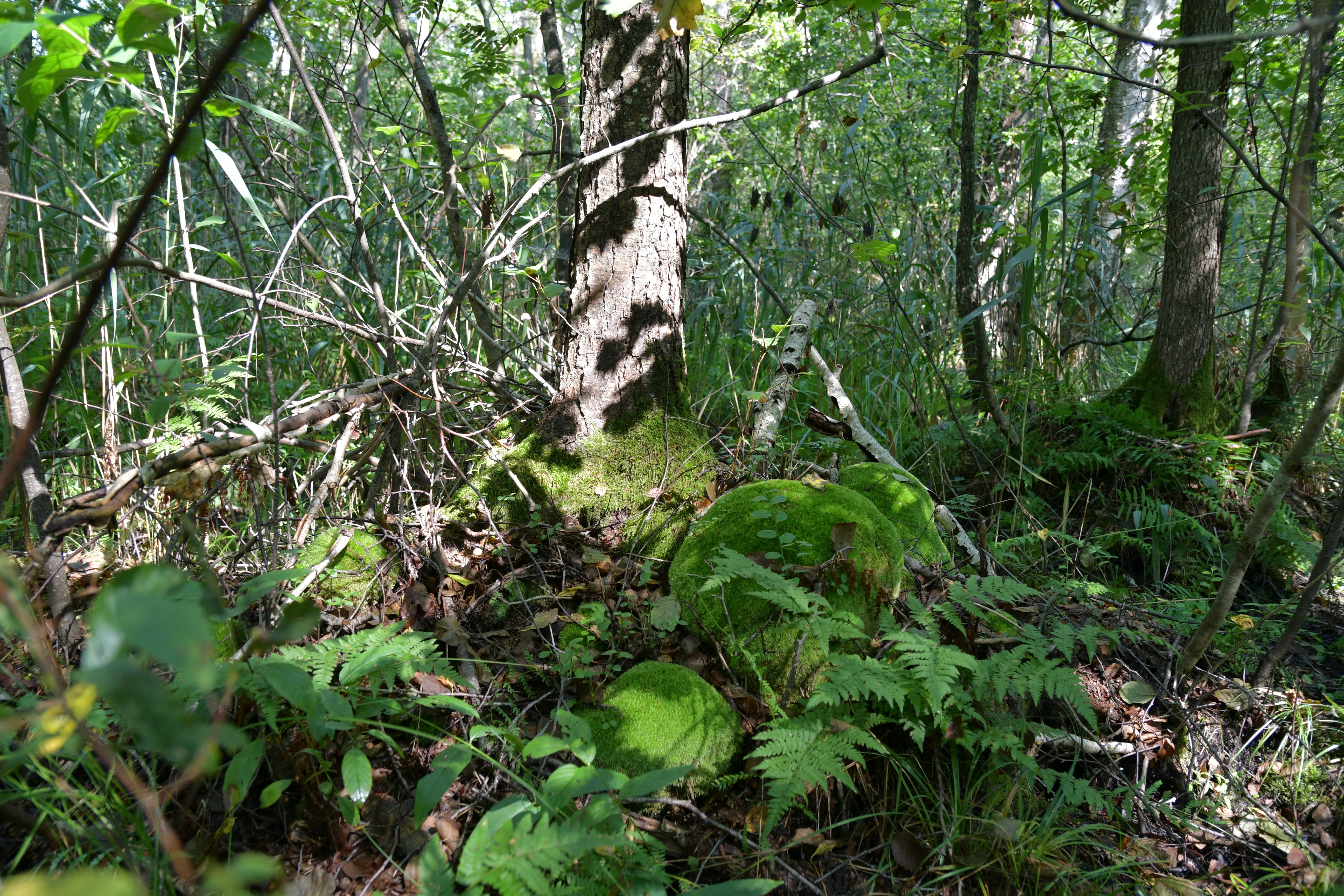
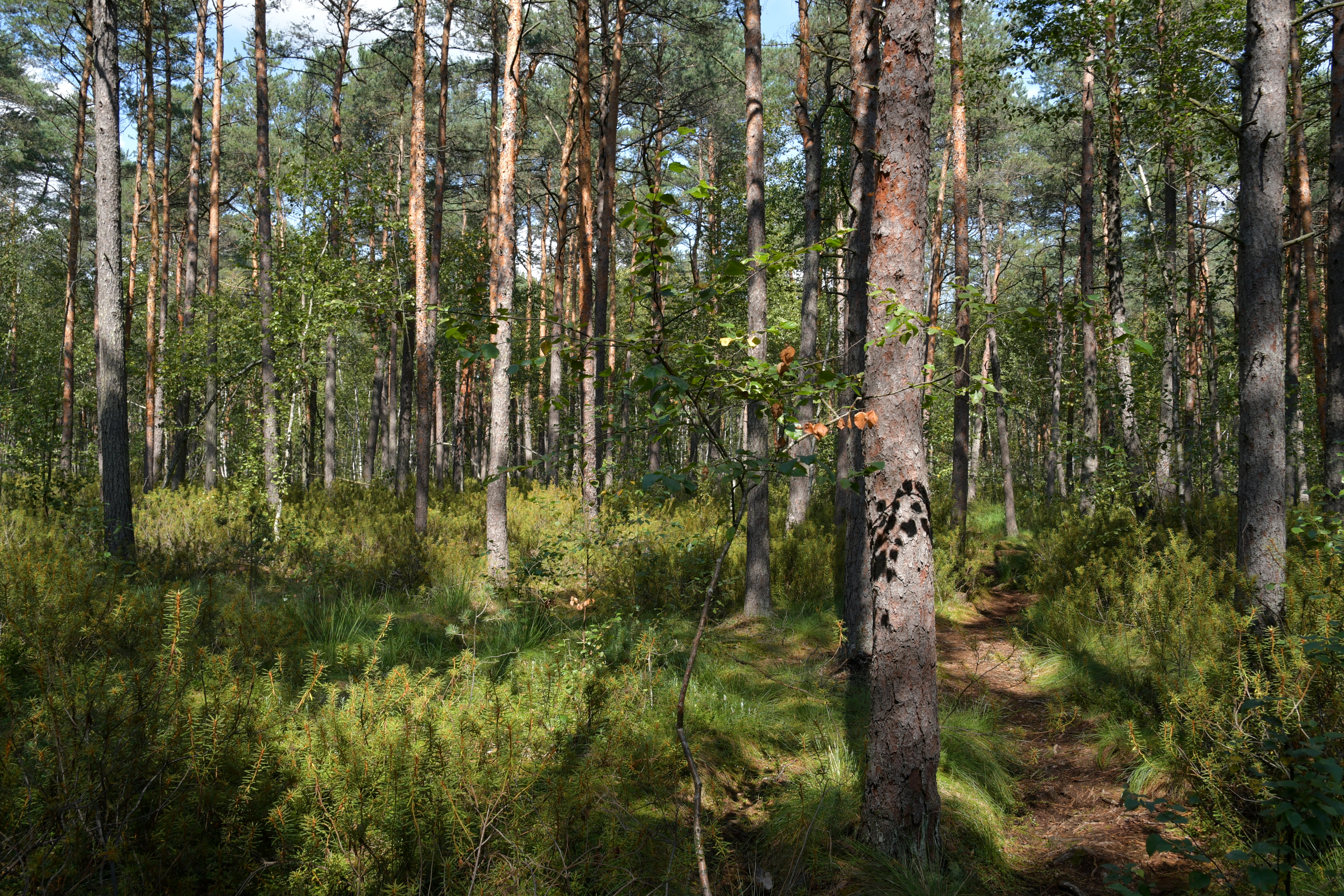
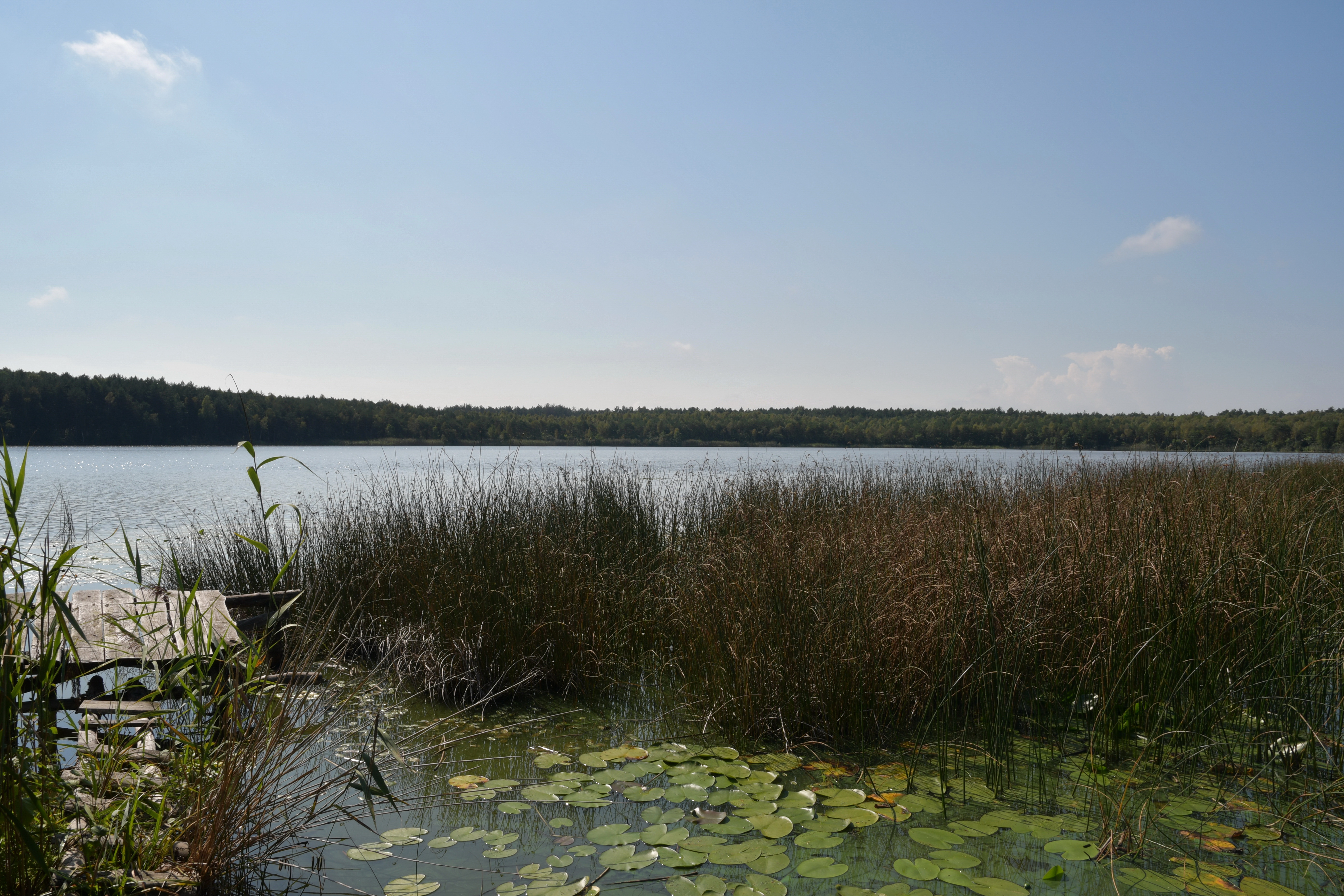